# 日本城

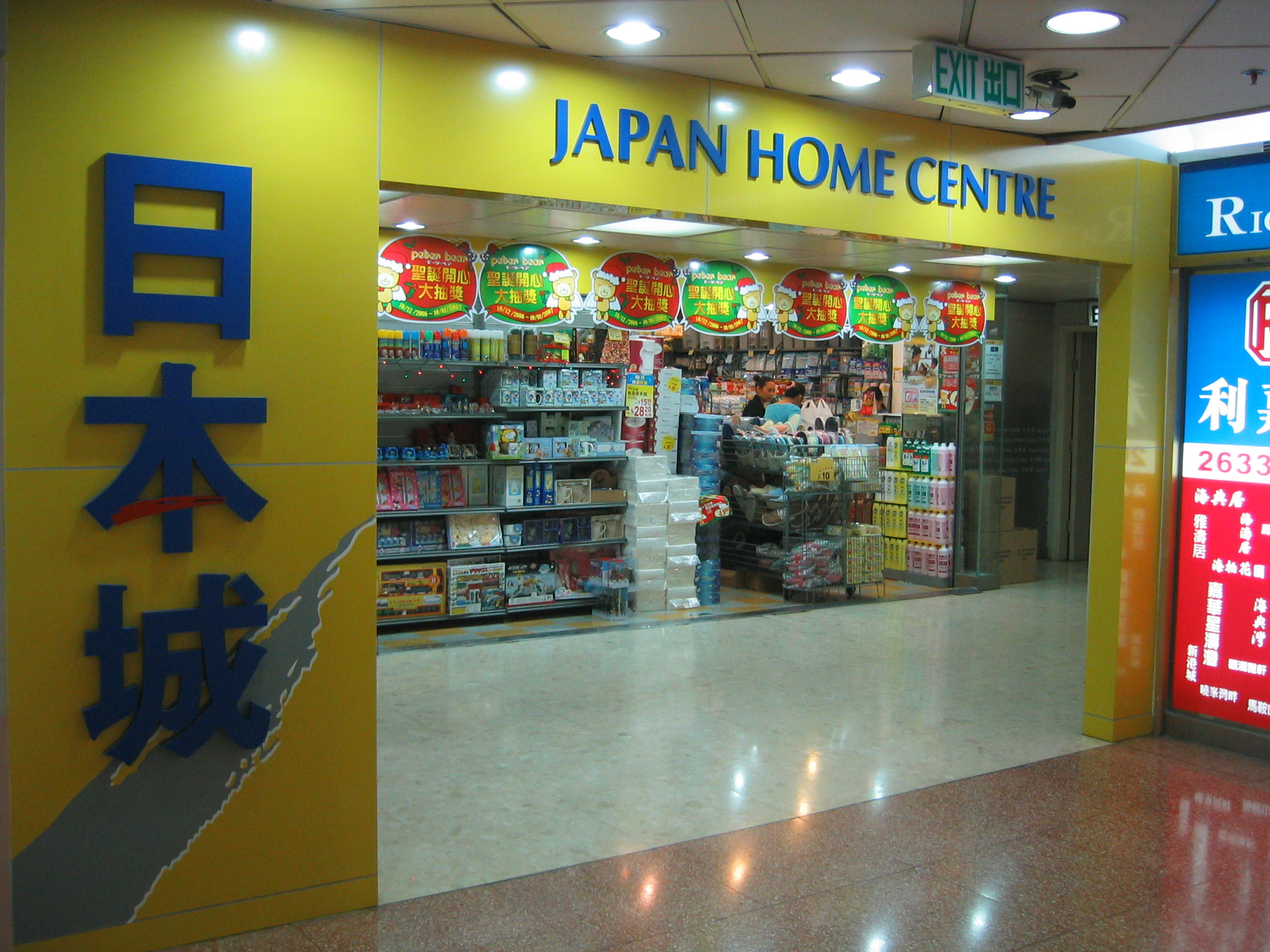
香港馬鞍山の日本城

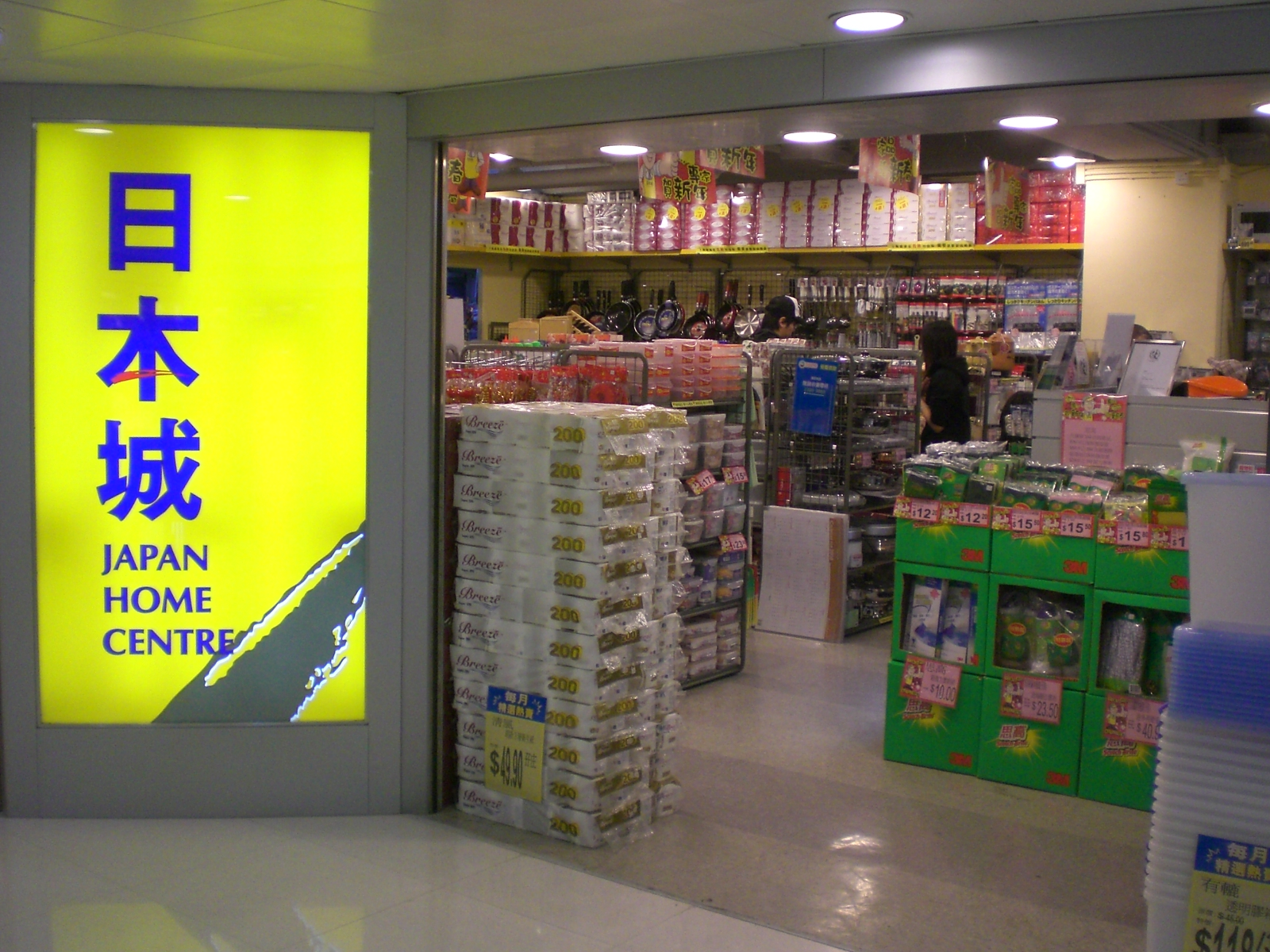
香港元朗広場の日本城

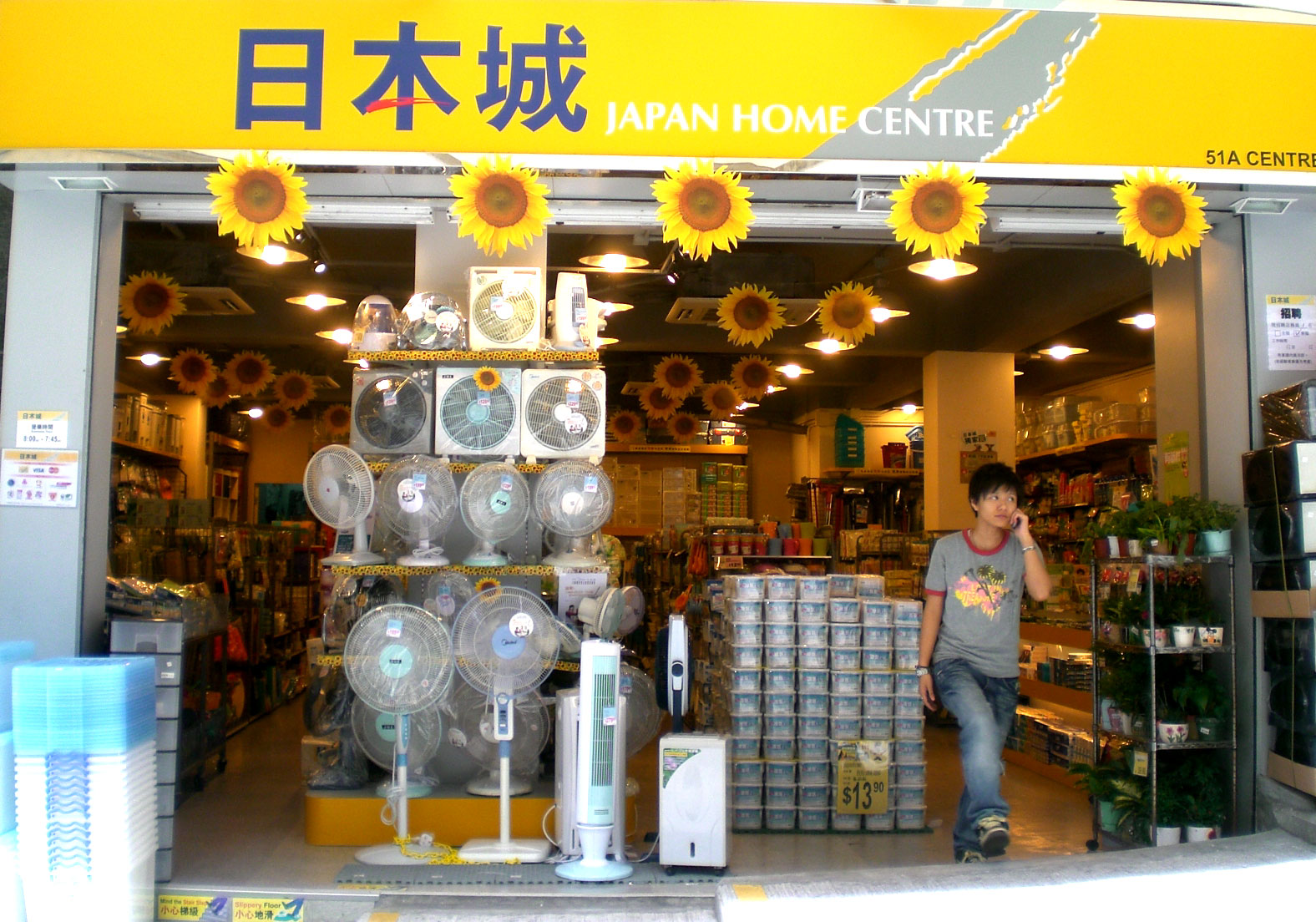
香港西環・正街の日本城

日本城 (英語:Japan Home Centre) は、香港資本の國際家居零售有限公司 (英語: International Housewares Retail Company Limited) が経営するホームセンターおよび小売店。家具、文房具、食器、調理道具、乾電池などの日用品、加工食品や化粧小物等を扱う。第一号店を香港に出展して以降、シンガポール、中国、マレーシア、サウジアラビアなど国際的に支店網を展開している。
日本城という名称ではあるものの、創業者の国籍や本社の所在地、埼玉県の川畑が経営していたジャパンホームセンターなどは日本との関連はない。

## 展開
1979年にカナダのクイーンズ大学を卒業した劉柏輝 (Lau Pak Fai, あるいはPeter Lau) は、日用品の貿易会社である國際家居零售有限公司を、1981年に香港で創業した。そして同社のチェーン店である日本城の一号店は、1991年に香港の北角の渣華道で開業した。その後チェーン展開は香港のみならず、世界各地に拡大している。
日本城が進出している国・地域は次の通り：香港、シンガポール、マレーシア、中国、マカオ、カンボジア、インドネシア、サウジアラビア、ニュージーランド。
日本城を含め、同社が展開しているブランド名は次の通り：Japan Home Centre, City Life, Epo Gifts & Stationery, Happy Kitchen, Japan Home and Living Plus。
香港でのチェーン展開は積極的に行われている。香港の不動産投資信託会社のThe Link Reit社による2012年の調査によれば、同社が運営する22の主要なショッピングモールに対し、日本城は30の支店を進出させていた。この店舗数は、マクドナルドとともにもっとも多いチェーン店であった。
店舗形態は、基本的にホームセンターのように比較的大規模なものであるが、2014年11月に開店したMTR駅支店のように、コンビニエンス・ストアのような小規模な店舗でのビジネス展開も行われている。